# Erythrina barqueroana
Erythrina barqueroana är en ärtväxtart som beskrevs av Krukoff och Rupert Charles Barneby. Erythrina barqueroana ingår i släktet Erythrina och familjen ärtväxter. Inga underarter finns listade i Catalogue of Life.